# Грациани, Исаак
Ицхак Грациани (Зико; 4 августа 1924 — 7 июля 2003) — израильский дирижёр, композитор и аранжировщик.

## Биография
Родился в небольшом болгарском городе — Русе, в многодетной семье. Был одаренным ребёнком, самостоятельно начал обучаться игре на трубе. Выступал в молодёжных ансамблях. Во время второй мировой войны и оккупации фашистами Болгарии, находился в трудовом лагере, откуда его освободила Советская армия. 1944—1948 годах обучается в Софийской академии музыки.
В 1948 году переезжает в Израиль. В 1952 году начал служить в ансамбле ЦАХАЛа (Армия обороны Израиля).
Грациани пробует себя как аранжировщик. В то время не было оркестровок национальной музыки. Зико стал одним из первых аранжировщиков для духового оркестра, перекладывая израильские песни.
С 1962 года Грациани назначается художественным руководителем и главным дирижёром оркестра Армии обороны Израиля, на посту котором пробыл до самой своей смерти, в 2003году (воинское звание — полковник).
Зико Грациани дирижировал оркестром на церемониях государственной важности. Одним из наиболее значительным событием в жизни самого дирижёра и его коллектива, был приезд в Израиль президента Египта Анвара Садата.
Оркестр ЦАХАЛа под руководством Грациани представлял Израиль в России, Нидерландах, Франции и других странах.
На протяжении своей творческой деятельности Грациани выступает со многими музыкальными коллективами. Среди них:
театры «Габима», «Бимот», «Деше»,Израильская опера. Грациани поставил ряд оперетт- «Моя прекрасная леди», «Поцелуй меня Кет», «Сладкая Ирма».
Грациани автор музыки к кинофильмам «Далия и моряки», «Дерево или Палестина», «Мойше и сантехник».
Зико сотрудничал с известным во всем мире композиторами и солистами: Л.Бернстайн, Н.Лифшицайте, Н.Шемер, Ю.Равиц, Й.Рихтер, М.Кам, Й.Банай и другие.
Большой вклад внес Зико в музыку патриотического содержания. Прежде всего это его марши и песни, которые являются сокровищницей израильской музыкальной культуры.
И ещё одно интересное добавление к портрету Зико Грациани. У него была мечта: исполнить своим оркестром гимны Ливана и Сирии.